# Izvor Krčevac
Izvor Krčevac este o arie protejată (sit de importanță comunitară — SCI) din Croația întinsă pe o suprafață de 94,09 ha, integral pe uscat.

## Localizare
Centrul sitului Izvor Krčevac este situat la coordonatele 43°26′N 17°10′E / 43.43°N 17.16°E.

## Înființare
Situl Izvor Krčevac a fost declarat sit de importanță comunitară în septembrie 2015 pentru a proteja 1 specie de animale.

## Biodiversitate
Situată în ecoregiunea mediteraneană, aria protejată nu include niciun habitat protejat.
La baza desemnării sitului se află o specie protejată de  amfibieni: proteu de peșteră (Proteus anguinus).